# Bakonjska šuma
Bakonjska šuma (mađ. Bakony), nisko gorje u Mađarskoj.

## Zemljopisni položaj
Pruža se u pravcu jugozapad − sjeveroistok u dužini od 110 kilometara. Nalazi se sjeverozapadno od južnog dijela Blatnog jezera. Najviši je vrh Kőris-hegy na 713 metara nadmorske visine.

## Građa
Gorje je građeno uglavnom od vapnenca i dolomita.

## Gospodarstvo
Rudnici lignita, boksita i mangana. Zbog tih nalazišta razvila se industrija u Ajci i Vesprimu.
Veliki dio površine danas je poljodjelski iskorišten. Dio je za stočarske namjene odnosno pod pašnjacima je. Većina jpovršine je obrađena. Vinogradi su na jugoistočnim padinama.

## Biljni pokrov
Nekad šumovit kraj. Danas je samo djelimice pod šumskim pokrovom. Većina površine danas je obrađena, ili su pašnjaci.